# La finta semplice
La Finta Semplice ("De geveinsde eenvoud") is een opera buffa in drie bedrijven van Wolfgang Amadeus Mozart. Het libretto is van Coltenelli, gebaseerd op een libretto dat Goldoni geschreven had voor Perillo. Deze opera werd voor de eerste keer opgevoerd in Salzburg in 1769.

## Synopsis
We zijn in Cremona op het eind van de 18e eeuw. De Hongaarse kapitein Fracasso is verliefd op Donna Giacinta, terwijl zijn luitenant Simone verliefd is op haar meid Ninetta. Om de twee norse broers van Giacinta, Don Cassandro en Don Polidoro, af te leiden van de verleidingen wordt de zus van Fracasso ingeschakeld, barones Rosina. Zij zal zich voordoen als een simpele ziel en zo de aandacht van de broers trekken.
De twee broers worden verliefd op Rosina. Hier maken Giacinta en Ninetta handig gebruik van en vluchten weg. Cassandro en Polidora menen dat Giacinta er met de kostbare familiejuwelen vandoor is, en beloven Fracasso en Simone dat ze met de meisjes mogen trouwen als ze ze kunnen terugbrengen. Zo gezegd, zo gedaan. En als ook Cassandro met Rosina huwt, is iedereen gelukkig... behalve Polidoro natuurlijk...
Die Schuldigkeit des ersten Gebotes · Apollo et Hyacinthus · Bastien und Bastienne · La finta semplice · Mitridate · Ascanio in Alba · La Betulia Liberata · Il sogno di Scipione · Lucio Silla · Thamos, König in Ägypten · La finta giardiniera · Il rè pastore · Zaide · Idomeneo · Die Entführung aus dem Serail · L'oca del Cairo · Lo sposo deluso · Der Schauspieldirektor · Le nozze di Figaro · Don Giovanni · Così fan tutte · Die Zauberflöte · La clemenza di Tito
- Bibliothèque nationale de France: cb139151971 (data)
- Catàleg d'autoritats de noms i títols de Catalunya: 981058523071106706
- Gemeinsame Normdatei: 300108222
- Library of Congress Control Number: no96033785
- MusicBrainz work: f8f833ee-c4c6-4d55-87b8-4ee2413c7c40
- Nationale Bibliotheek van Israël: 987007581262905171
- Virtual International Authority File: 185693872